# Nagyrozvágy
Nagyrozvágy is een plaats (község) en gemeente in het Hongaarse comitaat Borsod-Abaúj-Zemplén. Nagyrozvágy telt 739 inwoners (2001).